# Clostera larga
Clostera larga är en fjärilsart som beskrevs av Felix Bryk 1950. Clostera larga ingår i släktet Clostera och familjen tandspinnare. Inga underarter finns listade i Catalogue of Life.